# 瑞雯·桑德斯
瑞雯·桑德斯（英語：Raven Saunders，1996年5月15日—），美國田徑運動員，也是一位同性戀黑人女子，她代表美國隊參加了日本舉行的2020年夏季奧林匹克運動會，並且在女子鉛球比賽上獲得銀牌。她在頒獎儀式上举起双臂交叉成“X”状，代表“所有被压迫的人相遇的十字路口”。她也成為此屆奧運會上第一位在领奖台示威的運動員。